# Izna (zespół muzyczny)
Izna (hangul: 이즈나) – południowokoreański girlsband pod kierownictwem WakeOne, którego producentem jest Teddy Park. Powstał na skutek programu survivalowego I-Land 2: N/a emitowanego na kanale Mnet. Grupa składa się z sześciu członkiń: Mai, Jeemin, Koko, Sarang, Jungeun i Saebi. Zadebiutowały 25 listopada 2024 roku minialbumem N/a.

## Nazwa
Nazwa grupy Izna, która powstała dzięki testom i rywalizacji w programie I-Land 2: N/a, oznacza dążenie do stworzenia „I(N/a)” poprzez połączenie „N”, symbolizującego nieprzewidywalną różnorodność, oraz „a”, reprezentującego nieskończone możliwości. Grupa interpretuje tę nazwę jako „Kiedykolwiek, Gdziekolwiek, Cokolwiek = Ja”.

## Historia zespołu

### Formacja przezI-Land 2: N/a
W finałowym odcinku programu I-Land 2 stacji Mnet, wyemitowanym 4 lipca 2024 roku, potwierdzono, że nowa grupa dziewczęca, której producentem został Teddy Park, będzie składać się z Choi Jungeun, Bang Jeemin, Yoon Jiyoon, Koko, Ryu Sarang, Mai oraz Jeong Saebi, wybranych jako członkinie debiutanckiego składu.

### Od 2024: Wprowadzenie i debiut
W lipcu 2024 roku, według agencji WakeOne, Izna została wyjątkowo wybrana jako modelki dla marki pielęgnacyjnej slow-aging HK Inno.HK Inno. „Be Wants” jeszcze zanim oficjalnie ogłoszono finalny skład grupy i jej nazwę dzień wcześniej. Ponadto grupa otrzymuje liczne propozycje udziału w sesjach zdjęciowych od różnych magazynów. 
W listopadzie 2024 roku WakeOne ogłosiło, że Izna zadebiutuje oficjalnie 25 listopada, wydając swój pierwszy minialbum N/a. Grupa po raz pierwszy wystąpiła na żywo podczas drugiego dnia 2024 MAMA Awards, które odbyło się 22 listopada na Kyocera Dome Osaka w Japonii.

## Członkinie
| Pseudonim    | Pseudonim | Prawdziwe imię               | Data urodzenia       | Narodowość       | Miejsce w programie |
| Latynizacja  | Hangul    | Prawdziwe imię               | Data urodzenia       | Narodowość       | Miejsce w programie |
| ------------ | --------- | ---------------------------- | -------------------- | ---------------- | ------------------- |
| Mai          | 마이      | Tomioka Mai (jap. 富岡 茉衣) | 28 października 2004 | Japonia          | 6                   |
| Bang Jeemin  | 방지민    | Bang Jee-min (kor. 방지민)   | 8 maja 2005          | Korea Południowa | 2                   |
| Koko         | 코코      | Narai Koko (jap. 奈良井ココ) | 14 listopada 2006    | Japonia          | 4                   |
| Ryu Sarang   | 유사랑    | Ryu Sa-rang (kor. 유사랑)    | 18 kwietnia 2007     | Korea Południowa | 5                   |
| Choi Jungeun | 최정은    | Choi Jung-eun (kor. 최정은)  | 4 sierpnia 2007      | Korea Południowa | 1                   |
| Jeong Saebi  | 정세비    | Jeong Sae-bi (kor. 정세비)   | 22 stycznia 2008     | Korea Południowa | 7                   |

## Dyskografia

### Minialbumy
| Rok  | Dane dot. albumu                                                                               | Najwyższa pozycja | Najwyższa pozycja | Sprzedaż                       |
| Rok  | Dane dot. albumu                                                                               | KOR               | JPN               | Sprzedaż                       |
| ---- | ---------------------------------------------------------------------------------------------- | ----------------- | ----------------- | ------------------------------ |
| 2024 | N/a - Wydany: 25 listopada 2024 - Wytwórnia: WakeOne - Format: CD, digital download, streaming | 3                 | 17                | - KOR: 263 518+ - JPN: 13 499+ |

### Single
Single cyfrowe
| Rok                                                       | Tytuł  | Najwyższa pozycja | Album |
| Rok                                                       | Tytuł  | Circle            | Album |
| --------------------------------------------------------- | ------ | ----------------- | ----- |
| 2024                                                      | „Izna” | -                 | N/a   |
| „–” oznacza, że singiel nie był notowany na danej liście. |        |                   |       |